# پیمان (فیلم ۲۰۱۲)
«پیمان» (انگلیسی: The Pact) فیلمی در ژانر ترسناک است که در سال ۲۰۱۲ منتشر شد. از بازیگران آن می‌توان به کاسپر ون دین، اگنس بروکنر، هیلی هادسون و کتلین رز پرکینز اشاره کرد.